# Casa al carrer de les Penyes, 7 (Calafell)
La Casa al carrer de les Penyes, 7 és una obra de Calafell (Baix Penedès) protegida com a Bé Cultural d'Interès Local.

## Descripció
Immoble constituït per un cos principal de planta trapeziforme, amb planta baixa i una planta pis, un cobert i un pati. La coberta del cos principal és de teula àrab a dues vessants a diferent nivell, la qual no és original de l'edifici. Les obertures de la façana principal no són les originals. La façana és arrebossada amb un morter de ciment, exceptuant les cadenes cantoneres de pedra, que són a la vista, i pintada de color blanc. Hi ha un rellotge de sol pintat a la part superior de la façana, obra d'Isidre Romeu Ivern, fet l'any 1997, sota el qual hi ha la representació d'un vaixell. Aquest és en el lloc on, en un origen, hi hauria el buit de la finestra, de la qual es conserven, a la vista, els brancals i la llinda de pedra picada. El mur del cobert és de fàbrica de maçoneria, en part arrebossada.
A l'interior, excavat a la roca, hi ha un pou. A la planta baixa s'observa la roca natural del turó del castell. Hi ha un pati a la part sud de la finca amb uns coberts.
El sistema constructiu és de tipus tradicional amb murs de càrrega i sostres unidireccionals de bigues de fusta i entrebigats de rajola. Els murs són de maçoneria unida amb morter de calç. Les cadenes cantoneres i la finestra (tapiada) són de pedra d'origen local.